# Fazla
Muhamed Fazlagic - Fazla (Sarajevo, Bosnia-Herzegovina, 17 de abril de 1967) es un cantautor bosnio. Es el líder del grupo Fazla, primeros participantes por Bosnia y Herzegovina en el Festival de Eurovisión, en 1993, en Millstreet, con la canción "Sva Bol Svijeta".
Ese mismo año, Fazla publicó su primer álbum del mismo título, que reunió a los nombres más destacados de la música pop bosnia como Hari Varešanović, Dino Merlin, Alka Vuica, Fahrudin Pecikoza, Adi Mulahalilović, Amir Bjelanovic, Neno Jelec y otros. "Sva bol svijeta" logró mucho éxito en Bosnia y Herzegovina y en los países cercanos. Además de su talento musical, Fazla desarrolló con éxito su talento deportivo. Después de años de práctica de fútbol en su país natal, en primer lugar como un adolescente del FK Sarajevo, y luego como un "Sarajevkse Bosne", Fazla inició su carrera hacia el extranjero. En la ciudad estadounidense de Louisville, Kentucky, formó el club de fútbol, "United" en 1996. 
Muhamed Fazlagic consiguió un título de licenciatura en administración de empresas en el año 2000, en la Universidad de Sullivan y una Maestría en Diplomacia en el año 2003. en la Universidad del Estado de Kentucky.